# Coenosia rubrina
Coenosia rubrina este o specie de muște din genul Coenosia, familia Muscidae, descrisă de Huckett în anul 1934.
Este endemică în California. Conform Catalogue of Life specia Coenosia rubrina nu are subspecii cunoscute.